# Гринвіч (переписна місцевість, Нью-Джерсі)
Гринвіч (англ. Greenwich) — переписна місцевість (CDP) в США, в окрузі Воррен штату Нью-Джерсі. Населення — 2558 осіб (2020).

## Географія
Гринвіч розташований за координатами 40°41′6″ пн. ш. 75°8′2″ зх. д. / 40.68500° пн. ш. 75.13389° зх. д. (40.684907, -75.133821).  За даними Бюро перепису населення США в 2010 році переписна місцевість мала площу 2,35 км², уся площа — суходіл.

## Демографія
Згідно з переписом 2010 року, у переписній місцевості мешкало 2755 осіб у 805 домогосподарствах у складі 722 родин. Густота населення становила 1173 особи/км².  Було 818 помешкань (348/км²).
Расовий склад населення:
| - 73,6 % — білих - 11,1 % — азіатів - 10,6 % — чорних або афроамериканців - 0,1 % — вихідців з тихоокеанських островів - 0,1 % — корінних американців - 1,7 % — осіб інших рас |

До двох чи більше рас належало 2,9 %. Частка іспаномовних становила 9,0 % від усіх жителів.
За віковим діапазоном населення розподілялося таким чином: 38,3 % — особи молодші 18 років, 57,6 % — особи у віці 18—64 років, 4,1 % — особи у віці 65 років та старші. Медіана віку мешканця становила 35,8 року. На 100 осіб жіночої статі у переписній місцевості припадало 92,5 чоловіків;  на 100 жінок у віці від 18 років та старших — 88,0 чоловіків також старших 18 років.
Середній дохід на одне домашнє господарство  становив 154 748 доларів США (медіана — 149 167), а середній дохід на одну сім'ю — 153 834 долари (медіана — 149 306). Медіана доходів становила 109 125 доларів для чоловіків та 80 625 доларів для жінок. За межею бідності перебувало 4,9 % осіб, у тому числі 5,1 % дітей у віці до 18 років та 0,0 % осіб у віці 65 років та старших.
Цивільне працевлаштоване населення становило 1257 осіб. Основні галузі зайнятості: освіта, охорона здоров'я та соціальна допомога — 24,3 %, фінанси, страхування та нерухомість — 12,9 %, роздрібна торгівля — 12,0 %.